# Темида (часопис)
ТЕМИДА је научни часопис о виктимизацији, људским правима и роду, који издаје Виктимолошко друштво Србије и излази од 1998. године.

## О часопису
Темида је научни часопис о виктимизацији, људским правима и роду који излази од 1998. године. Часопис објављује научне и стручне радове домаћих и страних аутора и ауторки који за свој предмет имају проблем жртава криминалитета, рата, кршења људских права и других облика страдања (са посебним нагласком на проблеме жена, деце, мањинских група, особа са инвалидитетом и других категорија које су посебно изложене виктимизацији), страх од криминалитета, кршење људских права у затвору и у кривичном поступку, превенцију виктимизације и слично. Посебна пажња посвећује се свим облицима родно заснованог насиља, као и другим аспектима остваривања родне равноправности. Сваки број је тематски конципиран, али се објављују и текстови ван одређених тема. Радови у часопису су двоструко анонимно рецензирани.

### Историјат
Виктимолошко друштво Србије је одмах по оснивању, 1998. године, покренуло први часопис о виктимизацији, људским правима и роду, који је добио назив по грчкој богињи правде Темиди. Ово је први и још увек једини часопис са овом проблематиком у Србији, који је као такав препознат и у региону бивше Југославије, али и шире. Од 1998. године, часопис Темида излази редовно, четири пута годишње.
Током претходних 25 година, у Темиди је штампано укупно 568 научних радова, и то: 480 (84,5%) радова на српком језику и 78 (13,7%) радова на енглеском језику. Своје оригиналне или прегледне научне радове у Темиди објавило је 427 аутора и ауторки, од чега 245 (57,4%) њих из Србије и 182 (42,6%) из иностранства. Објављено је укупно 135 приказа књига (59 књига домаћих и 76 књига страних аутора и ауторки) и 113 приказа научних скупова који су организовани у земљи у иностранству. Такође, објављен је један студентски рад, један приказ часописа, три приказа пројекта, један приказ филма и један приказ доделе награде "Анђелка Милић".

### Периодичност излажења
Часопис ТЕМИДА излази три пута годишње.

## Уредници
- Главна и одговорна уредница: проф. др Сања Ћопић
- Заменица главне и одговорне уреднице: др Мирјана Докмановић
- Секретарка редакције: мр Љиљана Стевковић

## Редакциони одбор
- проф. др Весна Николић-Ристановић, Универзитет у Београду, Србија
- проф. др Слађана Јовановић,Правни факултет универзитета Унион, Србија
- проф. др Зоран Павловић, Универзитет Привредна академија, Србија
- проф. др Бранислава Поповић-Ћитић, Универзитет у Београду, Србија
- доц. др Наталија Жунић, доценткиња Универзитета у Нишу у пензији, Србија
- др Ивана Стевановић, Институт за криминолошка и социолошка истраживања, Србија
- др Вида Вилић, научна сарадница, Клиника за стоматологију, Србија
- мр Љиљана Стевковић, Универзитет у Београду, Србија
- проф. др Оливер Бачановић, Универзитет Ст. Климент Охридски, Македонија
- prof. dr Jo-Ann Wemmers, University of Montreal, Канада
- проф. др Сања Миливојевић, Oxford University, Велика Британија и La Trobe University, Аустралија

## Савет часописа
- проф. др Наташа Мрвић-Петровић, Универзитет Унион, Србија
- проф. др Слободан Савић, Универзитет у Београду, Србија
- проф. др Јелена Срна, редовна професорка Универзитета у Београду пензији, Србија
- проф. др Невена Петрушић, Универзитет у Нишу, Србија
- проф. др Ђорђе Алемпијевић, Универзитет у Београду, Србија
- проф. др Татјана Ђурић-Кузмановић, Висока пословна школа струковних студија, Србија
- проф. др Саша Мијалковић, Криминалистичко-полицијска академија, Србија
- проф.  др Аленка Шелих, редовна професорка Универзитета у Љубљани у пензији, Словенија
- проф. др Горажд Мешко, Универзитет у Марибору, Словенија
- проф. др Алмир Маљевић, Универзитет у Сарајеву, Босна и Херцеговина;
- dr Christa Pelikan, Institute for Criminology and Sociology of Law, Аустрија
- prof. dr Nina Peršak, University of Ghent, Белгија
- prof. dr Ivo Aertsen, Catholic University of Leuven, Белгија
- prof. dr Stephan Parmentier, Catholic University of Leuven, Белгија
- prof. dr Jan Van Dijk, Tilburg University, Холандија
- prof. dr Antony Pemberton, Tilburg University, Холандија
- prof. dr Joanna Shepland, University of Sheffield, Велика Британија
- prof. dr Sandra Walklate, University of Liverpool, Велика Британија
- prof. dr Basia Spalek, Derby University, Велика Британија
- prof. dr Brandon Hamber, Ulster University, Северна Ирска
- mr Ruth Jamieson, profesorka Queen’s University u penziji, Велика Британија
- prof. dr Gail Mason, University of Sidney, Аустралија
- prof. dr Estela Valverde, Macquarie University, Аустралија
- prof. dr Michael Humphrey, University of Sydney, Аустралија
- prof. dr Robert Elias, University of San Francisco, САД
- prof. dr Robert Peackok, Howard College, Јужна Африка
- prof. dr Jaishankar Karuppannan, Raksha Shakti University, Индија
- проф. др. Горан Башић, Linnaeus University, Шведска
- проф. др Ирма Ковчо Вукадин, Универзитет у Загребу, Хрватска
- prof. dr Vasiliki Artinopoulou, Panteion University od Political and Social Sciences, Grčka

Почасни чланови Савета часописа:
- prof. dr Gerd Ferdinand Kirchhof (Tokiwa University, Јапан; University of Applied Sciences, Немачка)
- prof. dr Marc Groenhuijsen (Tilburg University, Холандија)

## Теме
- Лишење слободе и људска права
- Жртве ратних злочина и међународно право
- Насиље над женама и друштвена транзиција
- Насиље у породици
- Међународна анкета о жртвама криминалитета
- Жртве и кривичноправни систем
- Виктимизација деце и малолетнчка делинквенција
- Узраст као фактор виктимизације
- Жртве рата у бившој Југославији
- Жртва у кривичном поступку
- Жртве тортуре
- Ресторативна правда
- Жене у јавном и политичком животу
- Деца и млади као жртве
- Трговина људским бићима
- Службе за помоћ жртвама
- Насиље
- Истина и помирење
- Заштита жртава и сведока
- Кривично дело насиље у породици
- Пеналне теорије и праксе
- Жртве и глобализација
- Жртве и организовани криминал
- Маргиналне групе и виктимизација
- Службе за помоћ жртвама
- Ратни злочини и колективно сећање
- Насиље у породици
- Жртве и правни систем
- Деца жртве
- Жртве и медији
- Алтернативне санкције и права жртве
- Институције и жртве
- Здравље и жртве
- Виктимизација на радном месту
- Ресторативна правда и права жртава
- Помоћ и подршка жртвама
- Ментални поремећаји и виктимизација
- Жртве узнемиравања
- Правна заштита жртава
- Стигматизација
- Род, образовање и људска права
- Трговина људима
- Структурална виктимизација
- Мобинг
- Сајбер виктимизација
- Злочини „без жртава“
- Помирење
- Жртве дискриминације
- Ресторативна правда између теорије и праксе
- Насиље над децом
- Жртве и ресторативна правда
- Друштво као жртва
- Деца: учиниоци насиља, жртве, посматрачи
- Злочини из мржње
- Жртве криминалитета и рата: међународни и домаћи контекст
- Виктимологија: теорија, пракса, активизам
- Евидентирање података о криминалитету и жртве
- Жене и затвор
- Жртве и савремени друштвени контекст: теорија, пракса и активизам
- Виктимизација особа са менталним поремећајима
- Преплитање виктимизације и криминализације
- Интеркултурални контекст и виктимизација
- Жртве и савремени одговори на криминалитет: између заштите и злоупотребе
- Спровођење антидискриминационих политика у Србији
- Жртве сексуалног насиља
- Невидљиве жртве
- Заштита жртава: међународно право, национална законодавства и пракса
- Секундарна виктимизација и подршка жртвама
- Позитивна виктимологија
- Ресторативна правда, сигурност и жртве
- Нови трендови у виктимолошкој теорији и пракси: Дилеме и изазови у заштити жртава
- Допринос Nils Christie-ја виктимологији и Жртве и тероризма
- Виктимизација и интернет
- Фемицид
- Безбедност и виктимизација: Изазови друштвеног реагованја и заштите жртава
- Различити аспекти виктимзације: Савремени ратови, тероризам и миграције
- Жртве и медији
- Жртве између безбездности, њудских права и правде: Локални и глобални контекст
- Сајбер виктимизација и изазови пружања подршке жртвама
- Старе особе као жртве криминалитета.
- Нови и стари облици виктимизације: Изазови за виктимолошку теорију и праксу
- Насиље над женама
- Невидљиве жртве
- Виктимизација и различитост
- Виктимизација у институцијама
- Деца жртве
- COVID-19: Обрасци виктимизације и права жртава
- Изазови подршке жртвама
- Сексуално насиље
- Жртве и савремени друштвени контекст: Изазови и перспективе
- Пандемија COVID-19: Виктимолошке перспективе
- Зелена виктимологија
- Родно засновано насиље у различитим контекстима
- Виктимизација различитим облицима насиља
- Жртве и ресторативна правда
- Криминалитет, жртве и друштвена реакција
- Подршка жртвама и превенција виктимизације: Изазови и перспективе
- Масовна виктимизација и подршка жртвама

Теме бројева у 2025. години су:
- Родно засновано насиље и заштита жртава
- Брига о жртвама и путеви опоравка
- Посебно осетљиве групе жртава и подршка

## Електронски облик часописа
Радови објављени у Темида доступни су у електронском облику на интернет страници Виктимолошког друштва Србије и у DOI (Digital Object Identifier).

## Индексирање у базама података
- DOI (Digital Object Identifier)
- DOAJ (Directory of Open Access Journals)
- EBSCO истраживачкој бази
- Уврштена је у Emerging Sources Citation Index (ESCI), нову колекцију часописа којима се проширује садржај Web of Science и омогућава претраживање, проналажење и цитирање часописа који се уврсте у ову едицију.